# Lijst van beschermd erfgoed in Ohey
Onderstaande tabel geeft een overzicht van de beschermde erfgoederen in de gemeente Ohey. Het beschermd erfgoed maakt deel uit van het cultureel erfgoed in België.
| Object | Bouwjaar/architect | Deelgemeente | Adres                                                                                                | Coördinaten                   | Nummer?                | Afbeelding |
| --- | ------------------ | ------------ | --- | ----------------------------- | ---------------------- | ---------- |
| Ensemble van de hoeve "La Rochette" |                    |              | | 50° 24' 37" NB, 5° 10' 29" OL | 92097-CLT-0001-01 Info |            |
| Kapel Saint-Servais en het meubilair en de versterkte boerderij (noordgevel en de uitkijktoren en de twee delen van het dak van het gebouw) en het ensemble gevormd door deze gebouwen en de omringende terreinen |                    |              | | 50° 25' 36" NB, 5° 13' 23" OL | 92097-CLT-0002-01 Info |            |
| Kapel Saint-Hubert en het ensemble van deze kapel en zijn omgeving |                    |              | | 50° 24' 59" NB, 5° 11' 50" OL | 92097-CLT-0004-01 Info |            |
| Ensemble van de boerderij van Vouerie (het huis en de bijgebouwen, waaronder de twee torens uit de 17e eeuw), de oude toren van het kasteel en de omliggende terreinen |                    |              | | 50° 25' 15" NB, 5° 11' 47" OL | 92097-CLT-0005-01 Info |            |
| Kasteelhoeve van Baya: exterieur, interieur van de hal, de eetkamer, woonkamer, het trappenhuis en de slaapkamers |                    |              | rue de Baya n°s 18-19                                                                                | 50° 27' 43" NB, 5° 12' 9" OL  | 92097-CLT-0006-01 Info |            |
| Boerderij van Perron (gevels en daken) en de kapel Saint-Pierre |                    |              | rue du Centre, n°56 à Goesnes (M) et ensemble formé par cette ferme et les terrains environnants (S) | 50° 26' 31" NB, 5° 12' 59" OL | 92097-CLT-0007-01 Info |            |
| Kasteel van Hodoumont: het kasteel zelf, de bijgebouwen langs de voortuin, het hoofdgebouw van de boerderij uit 1612, schuur uit 1817 en zijn bijgebouwen aan twee zijden (gevels en daken), omliggende muren van de boerderij en de hoektorens, kleine burg ten zuidwesten van het kasteel, muren en terrassen op het zuiden en de helling ten noorden, paren van neoklassieke zuilen naast een aantal ingangen van wegen of weiden rond het complex en het ensemble van deze gebouwen en het omliggende land |                    |              | | 50° 26' 12" NB, 5° 11' 56" OL | 92097-CLT-0009-01 Info |            |
| Kapel Saint-Hubert |                    |              | | 50° 24' 59" NB, 5° 11' 50" OL | 92097-PEX-0001-01 Info |            |
| Het stucwerk van de hal en een grote woonkamer en drie beschilderde plafonds van het kasteelhoeve van Baya |                    |              | | 50° 27' 43" NB, 5° 12' 9" OL  | 92097-PEX-0002-01 Info |            |
| Kapel Saint-Pierre |                    |              | Goesnes                                                                                              | 50° 26' 32" NB, 5° 13' 0" OL  | 92097-PEX-0003-01 Info |            |
| De site van het kasteel van Hodoumont en het park, waaronder de stenen piramide, de bassins verbonden met een smal kanaal geflankeerd door twee stenen piramides, het prieel, de laan van lindebomen op de as van de binnenplaats, de dubbele allee met beuken in het zuiden, de laan van linden langs de weg naar Goesnes |                    |              | | 50° 26' 17" NB, 5° 10' 58" OL | 92097-PEX-0004-01 Info |            |